# (9327) Duerbeck
(9327) Duerbeck es un asteroide perteneciente al cinturón de asteroides, región del sistema solar que se encuentra entre las órbitas de Marte y Júpiter, descubierto el 26 de septiembre de 1989 por Eric Walter Elst desde el Observatorio de La Silla, Chile.

## Designación y nombre
Designado provisionalmente como 1989 SW2. Fue llamado así por Hilmar W. Duerbeck (1948-2012) quien fue un astrónomo que trabajó en Hoher List (Bonn), Münster (Westfalia) y Bruselas. Su investigación se dirigía principalmente a estrellas binarias y variables eclipsantes (novas enanas). También fue autor del Catálogo de referencia de novas galácticas.

## Características orbitales
Duerbeck está situado a una distancia media del Sol de 2,879 ua, pudiendo alejarse hasta 3,306 ua y acercarse hasta 2,452 ua. Su excentricidad es 0,148 y la inclinación orbital 5,748 grados. Emplea 1783,96 días en completar una órbita alrededor del Sol.
Los próximos acercamientos a la órbita de Júpiter ocurrirán el 16 de marzo de 2082, el 27 de febrero de 2107 y el 17 de octubre de 2164.

## Características físicas
La magnitud absoluta de Duerbeck es 13,17. Tiene 13,761 km de diámetro y su albedo se estima en 0,065. 